# Sam Young
Samuel David Young, detto Sam (Washington, 1º giugno 1985), è un ex cestista statunitense naturalizzato libanese.

## Carriera
È stato selezionato dai Memphis Grizzlies al secondo giro del Draft NBA 2009 (36ª scelta assoluta).

## Palmarès
- NCAA AP All-America Third Team (2009)